# Luková (potok)
Luková – potok, dopływ Demianówki w Niżnych Tatrach na Słowacji. Początek daje mu niewielkie jezioro Lukové pliesko znajdujące się na dnie kotła lodowcowego Lukovej doliny u północno-wschodnich podnóży Chopoka. Potok nie wypływa jednak bezpośrednio z samego jeziora, lecz w pewnej odległości od niego, z rumoszu skalnego z podnóży moreny zagradzającej jezioro. Potok spływa początkowo w kierunku wschodnim, potem północnym dnem Lukovej dolinki. Na wysokości około 1150 m uchodzi do Demianówki jako jej lewy dopływ.
Potok Luková, tuż przy jego ujściu do Demianówki przecina szlak turystyczny:
  Lúčky – Pod Krčahovom – Široká dolina zaver – Krúpovo sedlo. Czas przejścia: 3 h, ↑ 2 h